# Finansminister
En finansminister er minister for et lands finanspolitik og ansvarlig for statsbudgettet.